# Georg Johansson-Brandius
Georg Lars Vilhelm "Fransman" Johansson-Brandius, född 10 maj 1898 i Menton, Frankrike, död 20 april 1964 i Stockholm (Oscar), var en svensk friidrottare (längdhopp och mångkamp) samt bandy- och ishockeyspelare.
Georg Brandius-Johansson, spelade bandy och ishockey främst för IK Göta. Han blev svensk mästare i ishockey med IK Göta 1923, 1924, 1927, 1928 och 1930 och svensk mästare i bandy 1925, 1927, 1928 och 1929. Han spelade också matcher för Berliner SC 1920–1921 och för Djurgårdens IF 1930-1931. Hans sista säsong blev 1931–1932 i Elitserien i ishockey då han spelade för IK Göta.
Georg Brandius-Johansson spelade även ishockey för Sveriges herrlandslag i ishockey under de Olympiska sommarspelen 1920, samt i EM 1921, 1922 och 1924. Han blev stor grabb nummer 5 i ishockey. Georg Brandius-Johansson var även landslagsman i bandy och blev stor grabb nummer 64 i bandy.
I friidrott vann Brandius-Johansson SM-guld i femkamp 1924 och var med i vinnande stafettlaget på 4 x 100 meter 1925. Han var även duktig i längdhopp och deltog i denna gren i landskampen mot Frankrike 1925.

## Meriter
- EM-guld i ishockey 1921
- EM-silver i ishockey 1922, 1924
- 5 SM-guld i ishockey 1923, 1924, 1927, 1928, 1930
- 4 SM-guld i bandy 1925 – 1929